# Wii (серія відеоігор)
Wii — серія симуляційних відеоігор, опублікованих Nintendo для однойменної ігрової консолі, а також її наступника Wii U. Після семирічної перерви була випущена гра Nintendo Switch Sports, яка офіційно описується як «нова ітерація Wii Sports», перша гра, у назві якої нема «Wii». Ці ігри мають загальну тему дизайну з повторюваними елементами, зокрема звичайним ігровим процесом, персонажами гри, якими переважно або повністю є аватари Mii, схемами керування, які імітують рухи в реальному житті.
Серія Wii була задумана виконавчим директором Nintendo Шіґеру Міямото для пакування та продажу подібних прототипів ігор Wii Remote в одному пакеті.

## Геймплей
Wii використовує датчики руху в Wii Remote, щоби забезпечити ігровий процес, який включає фізичні рухи гравця для керування діями в грі. Наприклад, у грі Baseball, включеній у Wii Sports, гравець тримає контролер, як бейсбольну биту, і розмахує ним, щоб вдарити по м'ячу в грі. Однак у Wii Chess у меню та в ігровому процесі гра керується за допомогою D-pad на контролері Wii Remote замість використання Wii Remote Pointer.

## Ігри
Wii стала однією з найбільш продаваних франшиз відеоігор, кожна гра серії продається мільйонами копій. Зокрема, Wii Sports вважається четвертою найбільш продаваною відеогрою всіх часів, а також найбільш продаваною одноконсольною грою всіх часів. До червня 2009 року Wii Fit допомогла жанру ігор для здоров'я отримати сукупний дохід у розмірі 2 мільярдів доларів, більшу частину якого склали 18,22 мільйона продажів гри на той час. Найбільшою частиною франшизи є Wii Sports.

### Wii Sports
| Гра                    | Консоль         | Дата випуску | опис | GameRankings                     | MetaCritic | Продажі                                 |
| ---------------------- | --------------- | --- | --- | -------------------------------- | ---------- | --------------------------------------- |
| Wii Sports             | Wii             | JP 2 грудня 2006 NA 19 листопада 2006 EU 8 грудня 2006 AUS 7 грудня 2006 | Перша гра серії та стартова гра для консолі Wii. Гра була в комплекті з консоллю в усіх регіонах, крім Японії та Південної Кореї. Wii Sports відома тим, що започаткувала новий напрямок розвитку для Nintendo, що включає простий ігровий процес, просту графіку та керування рухами. Це одна з найбільш продаваних відеоігор усіх часів, а також найбільш продавана одноконсольна гра всіх часів.                                                                                  | 76,28 %                          | 76/100     | 82,85 мільйонів                         |
| Wii Sports Resort      | Wii             | JP 25 червня 2009 NA 26 липня 2009 EU 24 липня 2009 AUS 23 липня 2009 | Наступник Wii Sports. Це одна з перших ігор, для якої потрібен аксесуар Wii MotionPlus, який був у комплекті з грою. Хоча спочатку гра продавалася окремо, пізніше вона була включена в комплект консолі Wii. У ньому представлено дев'ять абсолютно нових видів спорту, тоді як лише два види спорту були запозичені у попередника, Wii Sports, а саме боулінг і гольф, і один вид спорту, настільний теніс, спочатку був у Wii Play, що робить загалом дванадцять спортивних ігор. | 82,65 %                          | 80/100     | 33,08 мільйонів                         |
| Wii Sports Club        | Wii U           | Теніс і боулінг JP 30 жовтня 2013 NA 7 листопада 2013 EU 7 листопада 2013 AUS 8 листопада 2013 ГольфWW 18 грудня 2013 Бейсбол і боксNA 26 червня 2014 EU 27 червня 2014 Роздрібна торгівляJP 17 липня 2014 NA 25 липня 2014 EU 11 липня 2014 | Ремейк оригінальної гри Wii Sports, для неї тепер потрібен аксесуар Wii MotionPlus. Спочатку він був доступний лише в Nintendo eShop, де кожен вид спорту потрібно було купувати окремо. Також було випущено роздрібну версію з усіма п'ятьма видами спорту. Спочатку він мав назву Wii Sports U. | 68,69 %                          | 68/100     | Невідомо                                |
| Nintendo Switch Sports | Nintendo Switch | WW 29 квітня 2022 | Перша гра в серії, яка не має приставки Wii у назві. | GameRankings було закрито у 2019 | 72/100     | 4.84 мільйона (станом на 3 серпня 2022) |

### Wii Play
| Гра              | Консоль | Дата випуску                                                           | опис | GameRankings | Metacritic | Продажі        |
| ---------------- | ------- | ---------------------------------------------------------------------- | --- | ------------ | ---------- | -------------- |
| Wii Play         | Wii     | JP 2 грудня 2006 NA 12 лютого 2007 EU 8 грудня 2006 AUS 7 грудня 2006  | Версія гри для Wii в Японії, Європі та Австралії містить дев'ять мініігор, які використовуються, щоб навчити користувача користуватися пультом Wii Remote, включаючи Shooting та Table Tennis. Wii Play поставляється з додатковим пультом Wii Remote і є однією з найбільш продаваних відеоігор усіх часів. | 61,64 %      | 58/100     | 28,02 мільонів |
| Wii Play: Motion | Wii     | JP 7 липня 2011 NA 13 червня 2011 EU 24 червня 2011 AUS 30 червня 2011 | Містить дванадцять мініігор і входить у комплект Wii Remote Plus, який потрібен для гри. Мініігри були створені різними розробниками, зокрема Good-Feel, Skip Ltd. і Arzest Corporation. | 61,89 %      | 60/100     | 1,26 мільйона  |

### Wii Fit
| Гра          | Консоль | Дата випуску                                                           | опис | GameRankings | Metacritic | Продажі   |
| ------------ | ------- | ---------------------------------------------------------------------- | --- | ------------ | ---------- | --------- |
| Wii Fit      | Wii     | JP 1 грудня 2007 NA 21 травня 2008 EU 25 квітня 2008 AUS 8 травня 2008 | Перша гра, яка використовує периферійний пристрій Wii Balance Board, який постачався в комплекті. Ця гра, орієнтована на фітнес, вона вимірює вагу гравця, повідомляючи йому про його стан здоров'я на основі індексу маси тіла, і містить мініігри для вправ або покращення постави. | 81,18 %      | 80/100     | 22,67 млн |
| Wii Fit Plus | Wii     | JP 1 жовтня 2009 NA 4 жовтня 2009 EU 30 жовтня 2009 AUS 15 жовтня 2009 | Покращена версія Wii Fit. | 80,83 %      | 80/100     | 21,13 млн |
| Wii Fit U    | Wii U   | JP 1 лютого 2014 NA 10 січня 2014 EU 13 грудня 2013 AUS 7 грудня 2013  | Анонсовано на E3 2012 як гру для консолі Wii U. | 76,08 %      | 72/100     |           |

Ring Fit Adventure — перша гра серії, яка відмовилася від використання бренду Wii у назві.
| Гра         | Консоль | Дата випуску                                                            | Опис | GameRankings | Metacritic | Продажі       |
| ----------- | ------- | ----------------------------------------------------------------------- | --- | ------------ | ---------- | ------------- |
| Wii Party   | Wii     | JP 8 липня 2010 NA 3 жовтня 2010 EU 8 жовтня 2010 AUS 7 жовтня 2010     | Гравці беруть участь у різноманітних іграх для вечірок, подібних до серії Mario Party. Це перша гра в серії, в розробці якої не бере участь Шіґеру Міямото. | 70,44 %      | 68/100     | 9,32 мільйона |
| Wii Party U | Wii U   | JP 31 жовтня 2013 NA 8 жовтня 2013 EU 25 жовтня 2013 AUS 26 жовтня 2013 | Розроблено тією ж командою, що створила оригінальну Wii Party.                                                                                              | 64,68 %      | 65/100     | 1,35 мільйона |

### Інше
| Гра       | Консоль     | Дата випуску                                                                   | Опис | GameRankings | Metacritic | Продажі        |
| --------- | ----------- | ------------------------------------------------------------------------------ | --- | ------------ | ---------- | -------------- |
| Wii Chess | Wii WiiWare | JP 30 вересня 2008 EU 18 січня 2008                                            | Гра в шахи, у якій можна грати в одиночному або в онлайн-режимі, була випущена на сервісі цифрової дистрибуції WiiWare в Японії. Був фізичний випуск, який є ексклюзивним для Європи. Поза межами цих країн гра не була випущена. |              |            |                |
| Wii Music | Wii         | JP 16 жовтня 2008 NA 20 жовтня 2008 EU 14 листопада 2008 AUS 13 листопада 2008 | Музична гра. Гравці використовують Wii Remote і Nunchuk для імітації гри на інструментах. | 64,34 %      | 63/100     | 2,65 мільйонів |

### Програмне забезпечення
| Гра                 | Консоль | Дата випуску                                                             | GameRankings | Metacritic |
| ------------------- | ------- | ------------------------------------------------------------------------ | ------------ | ---------- |
| Wii Karaoke U       | Wii U   | JP 8 лютого 2012 EU 4 жовтня 2013                                        | 69,33 %      | 68/100     |
| Wii Street U        | Wii U   | JP 7 лютого 2013 NA 14 лютого 2013 EU 14 лютого 2013 AUS 14 лютого 2013  | Невідомо     | Не оцінено |
| Wii U Panorama View | Wii U   | JP 27 квітня 2013 NA 26 квітня 2013 EU 27 квітня 2013 AUS 27 квітня 2013 | Невідомо     | Не оцінено |